# Maxomys wattsi
Maxomys wattsi — вид пацюків (Rattini), ендемік Сулавесі, Індонезія.

## Морфологічна характеристика
Довжина голови й тулуба від 164 до 185 мм, довжина хвоста від 125 до 154 мм, довжина лапи від 35 до 38 мм, довжина вух від 20 до 25 мм. Волосяний покрив довгий, густий, м'який і без колючих волосся. Колір верхніх частин темно-бурий, з боків сірувато-бурий. Вуха темно-коричневі, дрібно вкриті дрібними волосками. Черевні частини сірувато-білі. Руки позбавлені пігменту, а ступні білі й відносно витягнуті. Хвіст коротший за голову і тулуб, коричневий зверху і білий знизу.

## Середовище проживання
Мешкає в гірських лісах на висоті від 1430 до 1830 метрів над рівнем моря.

## Спосіб життя
Це наземний вид